# Цивінський Володимир Васильович
Володимир Васильович Цивінський (народ. 9 грудня 1970) — український театральний та кіноактор, режисер.

## Біографія
Володимир Цивінський народився 9 грудня 1970. У 1992 закінчив Київський державний інститут театрального мистецтва ім. І. К. Карпенка-Карого (курс Олійника Л. А.), після отримання акторської освіти три роки працював у Чернігівському молодіжному театрі. З 1995 — актор Київського театру драми і комедії на лівому березі Дніпра. Проживає в Києві.

## Нагороди
У 1997 отримав молодіжну премію «Перспектива» від Спілки театральних діячів України.

## Театральні ролі
- Сер Ендрю Ег'ючик — «Что угодно, или Двенадцатая ночь» (за В. Шекспіром, 1995)
- Караколь — «Непобедимый меч Гайан» (за мотивами казки Т. Ґаббе «Місто майстрів», 1995)
- Синьйор Палеарі — «Немного вина… или 70 оборотов» (за новелами Л. Піранделло, 1996)
- Едуард — «Обманутая» (1997)
- Хлопець з Осткерку — «Рогоносец» (1998)
- Придвірна дама — «Европа может подождать!» (за п'єсою Е. Скриба «Стакан води», 1998)
- Тоні — «Так закончилось лето…» (за романом І. Шоу «Люсі Краун», 1999)
- Челіо — «Прихоти Марианны» (1999)
- Тарєлкін, Копилов — «Смерть Тарелкина» (2000)
- Пєтя Трофімов — «Вишнёвый сад» (2004)
- Суддя — «Очередь» (2006)
- Мітя — «Голубчики мои!..» (за творами Ф. Достоєвського та О. Володіна, 2006)
- Ален Кіппен — «Розовый мост» (за романом Р. Д. Уоллера «Мости округу Медісон», 2007)
- Георг Кларенс, брат короля Едуарда та король Едуард — «Ричард ІІІ» (за В. Шекспіром, 2008)
- Тузенбах Микола Львович — «Три сестры» (2010)

## Фільми та серіали
| Рік  | Фільм                                                                   | Роль                                       |
| ---- | ----------------------------------------------------------------------- | ------------------------------------------ |
| 1990 | Изгой                                                                   |                                            |
| 1991 | Мина Мазайло                                                            | Аренський (друг Мини Мазайла, комсомолець) |
| 1992 | Цвітіння кульбаби (Цветение одуванчика)                                 |                                            |
| 1996 | Посмішка звіра (Улыбка зверя)                                           | Підсудний                                  |
| 1998 | Як загартовувалася сталь (Как закалялась сталь) (телесеріал)            |                                            |
| 2008 | Червоні вітрила (Алые паруса)                                           |                                            |
| 2009 | При загадкових обставинах (При загадочных обстоятельствах) (телесеріал) | Чекуня                                     |
| 2011 | Я тебе ніколи не забуду (Я тебя никогда не забуду) (телесеріал)         | Афоня                                      |
| 2011 | Свати-5 (Сваты-5)                                                       | Вєня                                       |
| 2012 | Ржевський проти Наполеона (Ржевский против Наполеона)                   | Острозький                                 |
| 2019 | Папік                                                                   | Петруша, чоловік прими                     |

## РежисерськаФільмографія
- 2000: «Любов», 10’, сценарист, режисер
- 2002: «Казка про Довбуша», 15’, сценарист, режисер
- 2004: «Поки вариться яйце сідає сонце», 9’, сценарист, режисер
- 2006: «Рамонна», 20’, сценарист, режисер
- 2010: Проект «Мудаки. Арабески»: «Вона називала його ідіот»
- 2012: Проект «Україно, goodbye!»: «Швейцарський годинник»